# John Allen (tabernero)
John Allen (1823–1870) fue un tabernero estadounidense y figura destacada de los bajos fondos en la ciudad de Nueva York desde mediados del siglo XIX. Ex estudiante religioso, Allen era considerado uno de los criminales más notorios de la ciudad y conocido como el "hombre más malvado de Nueva York". Una cruzada pública en su contra, encabezada por el abogado y periodista Oliver Dyer, resultó en un movimiento de reforma conocido como el "renacimiento de Water Street".
Más tarde se reveló que la campaña, en la que Allen y otras figuras notorias de los bajos fondos habían sido "reformadas" por líderes religiosos, era un fraude tras revelaciones exclusivas de The New York Times y New York World que obligaron a Allen a abandonar la ciudad.

## Primeros años y carrera criminal
Nacido en una familia religiosa prominente y acomodada en el norte del estado de Nueva York, cerca de Syracuse, dos de sus hermanos se convirtieron en predicadores presbiterianos, mientras que un tercero se convirtió en ministro bautista. Sin embargo, el resto de sus hermanos se establecieron en la ciudad de Nueva York, donde se convirtieron en "ladrones y salteadores profesionales", especialmente Theodore Allen, quien se convirtió en una de las primeras figuras del submundo de la ciudad. Allen asistía al Seminario Teológico Unión cuando, alrededor de 1850, dejó la institución para reunirse con sus hermanos en Nueva York. Vivió con ellos durante aproximadamente un año, quienes lo instruyeron en robos, y le fue "bastante bien según su propio relato", pero finalmente fue expulsado por sus hermanos después de confesar que era un informante de la policía.
En esa época se casó con una "trabajadora exuberante" conocida como Little Susie y los dos se mudaron al infame distrito costero de Fourth Ward en 1855. Mientras Susie continuaba su oficio con "borrachos rodantes", Allen trabajaba como captador para una casa de crimpado. Su trabajo particular era atraer al marinero, o a cualquier transeúnte, al establecimiento donde serían narcotizados y secuestrados para los barcos que salían con poca tripulación. El propio Allen finalmente sufrió un destino similar dos años después cuando, mientras bebía con su empleador una noche, fue también narcotizado, robado y despertó horas después "en el castillo de proa de un barco con destino a América del Sur". Allen regresó a Nueva York seis meses después, y poco después de su vuelta, su antiguo empleador fue encontrado "golpeado hasta la muerte con un pasador de hierro". No había evidencia que conectara a Allen con el asesinato, pero la policía lo consideró sospechoso y decidió buscar otros medios de empleo.
Él y Susie se mudaron al distrito alrededor de la Sexta Avenida y la Calle Trece, en lo que más tarde se convertiría en el "distrito Tenderloin", y comenzaron a trabajar para la proxeneta Hester Jane Haskins. El matrimonio se encontraba entre los "hombres y mujeres jóvenes de aspecto respetable" empleados por Haskins para viajar por Nueva Inglaterra para atraer a mujeres jóvenes a Nueva York con falsas promesas de trabajo. Una vez que estas llegaban, eran secuestradas y obligadas a trabajar en burdeles. Cuando Haskins comenzó a secuestrar a chicas de familias más prominentes, Allen y Susie decidieron dejar su organización. Haskins fue arrestada solo un año después.

## Ascenso a la fama en los bajos fondos de Nueva York
Al regresar al paseo marítimo, Allen y su esposa abrieron una sala de baile en Water Street. El salón de baile también funcionaba como un burdel ocupado por veinte mujeres jóvenes "que vestían ceñidos corpiños negros de satén, faldas y medias escarlata y botas rojas con cascabeles en los tobillos". Una de las chicas que trabajaba en el establecimiento de Allen era supuestamente la hija de un vicegobernador de Nueva Inglaterra. Originalmente había venido a Nueva York en busca de aventura y cayó en manos de proxenetas que la obligaron a prostituirse.
Con el tiempo, el establecimiento de Allen se convirtió en uno de los principales lugares de reunión de matones y otros delincuentes del Cuarto Distrito. Hacia 1860, había amasado una fortuna personal de más de 100.000 dólares. Su local se convirtió en una de las primeras salas de baile y, más tarde, en modelo para muchos de los antros de mala muerte, cantinas y garitos más infames de la ciudad de finales del siglo XIX hasta principios del siglo XX. Entre ellos se encontraban Haymarket, McGurk's Suicide Hall, Paresis Hall y Billy McGlory's Armory Hall. Se informó que, todas las noches, en ellos "varios cientos [de personas] participan de la diversión ruda, entre ellos hay niños y niñas menores de doce años. El ambiente apesta a blasfemia. Las mujeres son impulsadas a su trabajo por la imprecación, y a menudo por los golpes, de su capataz".
Aunque estuvo involucrado en robos, proxenetismo y posiblemente asesinatos, Allen siguió siendo un hombre religioso devoto mucho después de dejar el ministerio. Abría su establecimiento todas las tardes a la 1:00 p. m., sin embargo, reunía a sus empleados, incluidas prostitutas, cantineros y músicos por igual, y celebraba una reunión de oración en un bar en la parte trasera del salón tres días a la semana al mediodía. En cada cubículo donde las mujeres de Allen traían a los hombres, había disponible una Biblia y más literatura religiosa. En las noches de gala, el propio Allen solía regalarlas como recuerdo. Allen se suscribió a casi todos los periódicos y revistas religiosos publicados en los Estados Unidos durante este tiempo, así como a sus periódicos favoritos, el The New York Observer y The Independent. Los esparcía por el salón de baile y el bar del complejo, mientras que cada mesa y banco contaba con un ejemplar de The Little Wanderers Friend, entonces un popular himnario. Con este espíritu Allen guiaría a sus empleados y patrocinadores en una canción, la mayoría de las veces, "Hay descanso para los cansados".

## Renacimiento de Water Street
El establecimiento de Allen recibió una cobertura considerable por parte de periódicos y revistas, particularmente a la luz de la atmósfera colorida y excéntrica, siendo el más destacado de ellos el periodista del Packard's Monthly Oliver Dyer, quien primero se refirió a él como el "hombre más malvado de Nueva York". Las actividades de Allen también lo llevaron a ser el blanco de reformadores y clérigos evangélicos que buscaban librar a la ciudad del vicio y el crimen. El más destacado de ellos fue el reverendo A.C. Arnold, fundador de la Howard Mission, quien visitó el complejo de Allen para persuadirlo de que permitiera que un predicador ordenado dirigiera sus reuniones de oración.
El 25 de mayo de 1868, Arnold condujo a un grupo de seis clérigos y varios laicos devotos al salón de baile de Allen. Cuando se acercaron al propietario, descubrieron que estaba tan borracho que no pudo objetar cuando celebraron una reunión de oración que duró desde la medianoche hasta alrededor de las 4:00 a. m.. El incidente fue ampliamente cubierto por la prensa, lo que provocó que los curiosos y los ministros visitaran el salón de baile durante varios meses. La atención no deseada ahuyentó a los clientes habituales de Allen, quien comenzó a perder dinero. Arnold y otros predicadores continuaron celebrando reuniones de oración en el salón de baile, generalmente cada vez que un Allen ebrio les podía dar su consentimiento, y comenzaron a pedirle que cerrara el salón de baile. Finalmente, a la medianoche del 29 de agosto de 1868, el establecimiento de Allen cerró por primera vez en diecisiete años. A la mañana siguiente, se colocó un aviso en la puerta:

Esta casa de baile está cerrada: No se admiten caballeros a menos que estén acompañados de sus esposas, que deseen emplear magdalenas [un eufemismo para referirse a las prostitutas] como sirvientas.

Un día después del cierre del complejo de Allen, A.C. Arnold anunció públicamente que Allen se había convertido y reformado y que había abandonado su ocupación anterior. Se llevaron a cabo reuniones de refuerzo varios días después y, el domingo siguiente, Allen asistió a los servicios religiosos en Howard Mission, donde su congregación oró por él a petición de Arnold. La aparición de Allen en la misión llamó la atención de la prensa, así como las reuniones diarias en el establecimiento de Allen, que continuaron durante un mes. También fue durante este tiempo que los ministros se acercaron a los rivales de Allen, sobre todo Tommy Hadden, Kit Burns y Bill Slocum, para celebrar reuniones similares en sus establecimientos.
El 11 de septiembre, se llevó a cabo una reunión de oración en la pensión de Hadden en Water Street con su consentimiento, aunque no se llevó a cabo ninguna en su complejo más infame de Cherry Street. También se llevaron a cabo reuniones en el molino de ginebra de Bill Slocum, también en Water Street, y en el "pozo de ratas" de la licorería de Kit Burns. Sus establecimientos también fueron invadidos por predicadores y, aunque ninguno de los hombres asistiría a los servicios en la Misión Howard, permitieron que se los mencionara en las oraciones de la congregación.
Esta campaña, que luego se conocería como el "renacimiento de Water Street", fue publicitada en una declaración pública emitida por muchos de los líderes religiosos prominentes de la ciudad que explicaban su propósito afirmando que Allen, Burns, Hadden y Slocum habían permitido libremente el uso de sus establecimientos con fines religiosos porque se habían reformado y habían renunciado a su vida delictiva. Una extensa investigación realizada por The New York Times mostró que los predicadores y ciertos patrocinadores financieros le habían pagado a Allen 350 dólares por el uso de su sala de baile durante un mes. Como parte de su acuerdo, Allen también había accedido a cantar himnos, reuniones de oración y afirmar que había cedido su local de forma gratuita "debido a su amor por los predicadores". Estas denuncias de The New York Times y New York World causaron graves daños a la campaña de los predicadores, ya que sus grandes congregaciones comenzaron a abandonar la causa debido a la deshonestidad percibida por parte de sus líderes religiosos. El "renacimiento de Water Street" finalmente se desvaneció de la atención pública y fue abandonado.

## Consecuencias y años finales
Si bien sus competidores pronto regresaron a sus caminos criminales, Allen nunca se recuperó del renacimiento de Water Street. Su reputación en el submundo se dañó irrevocablemente, su antigua clientela criminal lo consideraba "suelto y enfermizo", y la mayoría se abstuvo de asistir al salón de baile. Aunque todavía conservaba a sus mujeres y músicos, se vio obligado a cerrar la sala de baile a los pocos meses.
Su última aparición pública fue a fines de 1868 cuando él y su esposa fueron procesados en el Tribunal de Policía de Tombs, junto con varias de sus pupilas, acusados de robarle 15 dólares a un marinero. Una de las jóvenes, Margaret Ware, fue detenida de inmediato para ser juzgada, mientras que el propio Allen estaba sujeto a una fianza de más de 300 (o 500) dólares para comparecer en las Sesiones Generales. Al comparecer ante el juez Joseph Dowling, Allen afirmó que su arresto había sido causado por Oliver Dyer y que los cargos eran un "trabajo falso". El oficial que lo arrestó, el capitán Thomas Woolsey Thorne, acusó a Allen de dirigir una "casa desordenada" (un eufemismo común hasta principios del siglo XX en inglés para referirse a un burdel). Allen negó este cargo e insistió en que su establecimiento había estado en uso durante los últimos días para reuniones religiosas. Allen fue puesto en libertad y los demás que aún no habían sido sentenciados fueron liberados. Murió en West Perth, condado de Fulton, Nueva York, dos años después.